# Sân bay Sunyani
Sân bay Sunyani (IATA: NYI, ICAO: DGSN) là một sân bay ở Sunyani, Ghana.